# Aleksandr Bielanow
Aleksandr Michajłowicz Bielanow (ros. Александр Михайлович Белянов, ur. 1903 w guberni kostromskiej, zm. 17 marca 1994 w Moskwie) – funkcjonariusz radzieckich służb specjalnych, generał major.

## Życiorys
Urodzony w rodzinie biednego rosyjskiego chłopa, od października 1925 służył w Armii Czerwonej w Środkowoazjatyckim Okręgu Wojskowym, od stycznia 1930 członek WKP(b), w latach 1930-1932 dowódca plutonu, później dowódca baterii. Od listopada 1934 do stycznia 1939 studiował w Akademii Artylerii im. Dzierżyńskiego, uzyskał stopień kapitana Armii Czerwonej, od 4 lutego do 1 lipca 1939 szef Wydziału Specjalnego NKWD Charkowskiego Okręgu Wojskowego, major bezpieczeństwa państwowego, od 1 lipca 1939 do 12 lutego 1941 zastępca szefa 4 Wydziału Głównego Zarządu Bezpieczeństwa Państwowego, 15 lutego 1941 został starszym majorem bezpieczeństwa państwowego i szefem Wydziału 3 NKWD ZSRR. Od 19 lipca 1941 komisarz bezpieczeństwa państwowego 3 rangi i szef Wydziału Specjalnego NKWD Frontu Armii Rezerwowych, od 21 października 1941 do 10 stycznia 1941 szef Wydziału Specjalnego NKWD Frontu Zachodniego, od 10 stycznia do 19 lutego 1942 szef Wydziału 6 Zarządu Wydziałów Specjalnych NKWD ZSRR, od 19 lutego do 21 maja 1942 szef Wydziału Specjalnego NKWD Frontu Krymskiego, za niepowodzenie obrony Krymu zdegradowany do stopnia majora bezpieczeństwa państwowego. Od 18 lipca 1942 do 17 listopada 1943 zastępca szefa Wydziału Specjalnego NKWD/Zarządu Kontrwywiadu Smiersz Frontu Woroneskiego, 26 maja 1943 mianowany generałem majorem, od 17 listopada 1943 do 1 lipca 1944 zastępca szefa Zarządu Kontrwywiadu Smiersz 1 Frontu Ukraińskiego, od 1 lipca 1944 do 24 lipca 1945 zastępca szefa Wydziału 7 Zarządu 2 NKGB ZSRR, od stycznia 1945 do października 1947 szef Wydziału Administracyjnego Sojuszniczej Komisji Kontroli na Węgrzech.
Jeden ze sprawców zbrodni katyńskiej na polskich oficerach w 1940 roku.

## Odznaczenia
- Order Lenina (24 listopada 1950)
- Order Czerwonego Sztandaru (czterokrotnie - 26 kwietnia 1940, 2 stycznia 1942, 30 kwietnia 1946 i 25 listopada 1947)
- Order Wojny Ojczyźnianej I klasy (14 stycznia 1944)
- Order Czerwonej Gwiazdy (dwukrotnie - 26 kwietnia 1940 i 3 listopada 1944)
- Odznaka "Zasłużony Funkcjonariusz NKWD" (2 lutego 1942)

I medale.